# Denis Noble
Denis Noble (16 de novembro de 1936) é um biólogo britânico que, tendo regido a cadeira Burdon Sanderson de Fisiologia Cardiovascular na Universidade de Oxford (1984-2004), é actualmente Professor Emérito e co-Director do Departamento de Fisiologia Computacional da mesma Universidade.
Denis Noble é um dos pioneiros da Biologia Sistémica, tendo desenvolvido em 1960 o primeiro modelo matemático viável da função cardíaca. Nos mecanismos dos batimentos cardíacos ficou claro que não havia apenas só um oscilador, mas um laço de retroalimentação entre vários canais. Usou modelos de computador de órgãos e sistemas de órgãos para interpretar a função molecular ao nível de todo o organismo. A sua equipa utilizou supercomputadores para a criação de um coração virtual. Como Secretário Geral da União de Ciências Fisiológicas, de 1993 a 2001, contribuiu para difundir a nível internacional o uso de modelos computorizados para simular quantitativamente funções da fisiologia, nomeadamente ao nível do genoma.

## Visões filosóficas sobre a ciência
Denis Noble também se destaca como filósofo da ciência, particularmente no ramo da biologia, desafiando o paradigma das ciências biológicas, nomeadamente no que concerne às suas fundações reducionistas. É um profundo critico da agenda reducionista na ciência biológica. Questiona o dogma central das investigações no campo das ciências da vida, na sua unidireccionalidade. Critica o Gene Egoísta de Richard Dawkins, alegando que ele faz sérias confusões no que respeita à causalidade genética nos sistemas biológicos. os sistemas biológicos são sistemas de multiníveis, e não podem ser reduzidos apenas ao nível da biologia molecular. Num livro publicado em 2006, “A Música da Vida”, analisa alguns dos aspectos básicos da biologia sistémica criticando o reducionismo à exclusividade dos genes, ou seja, ao mero determinismo genético. Dá vários exemplos em que se verificam laços de retroalimentação (feedback) de cima para baixo e de baixo para cima em biologia, e que não faz sentido privilegiar no nexo de causalidade a relação de baixo para cima. Por exemplo, faz a analogia do genoma com um órgão de música, em que os genes, tal como os tubos do órgão, cooperam em conjunto para fazer a música. No caso do genoma a música é a vida.